# Cortes de Valladolid (1295)

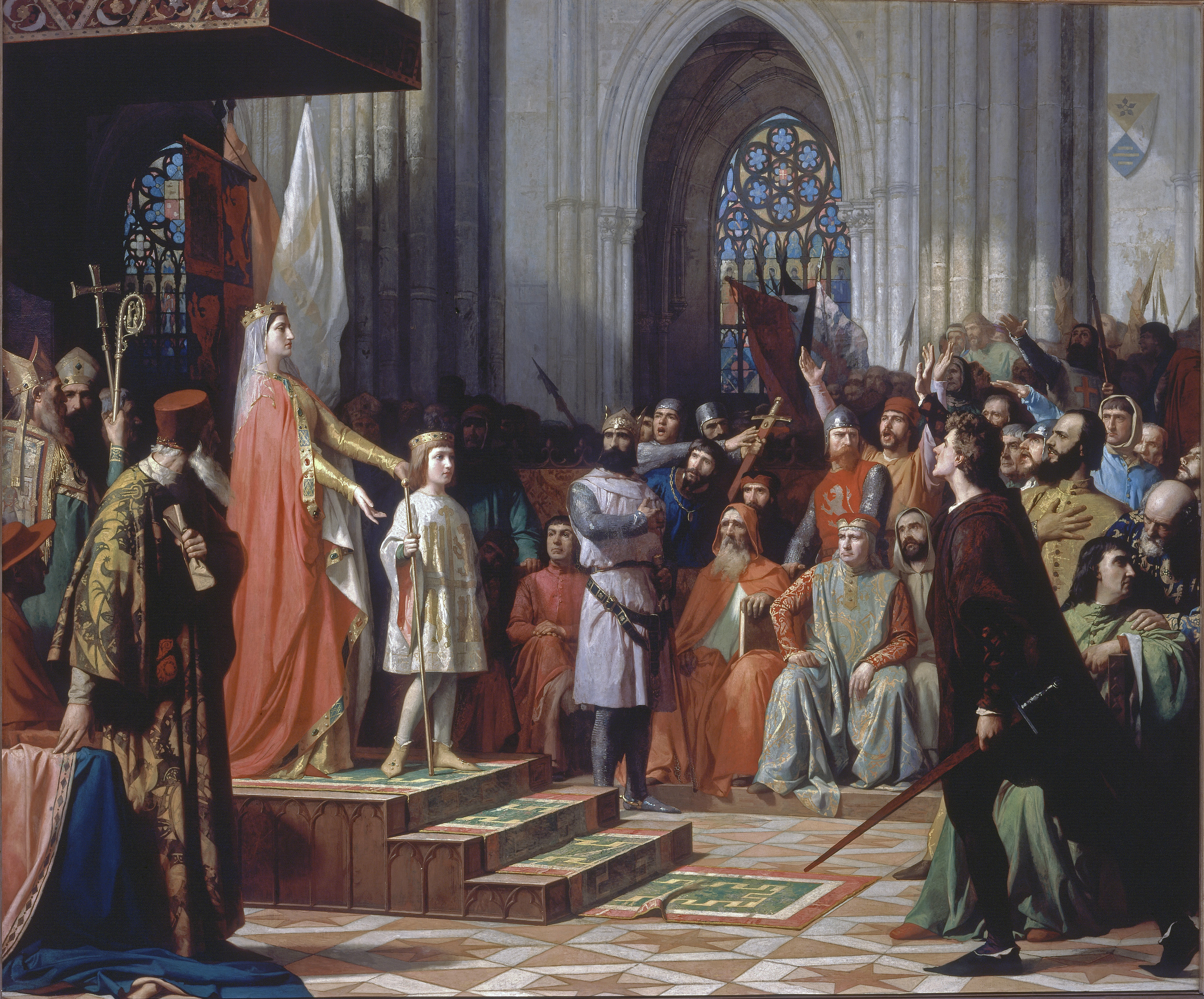
María de Molina présentant son fils Fernando IV aux Cortes de Valladolid en 1295, tableau d'Antonio Gisbert Pérez, 1863, Congrès des députés d'Espagne

Les Cortes de Valladolid de 1295 sont une session des Cortes de Castille tenue pendant l’été 1295 sur convocation de la reine María de Molina, régente du royaume de Castille et Léon, au nom de son fils le jeune roi Ferdinand.

## Contexte
Cette assemblée survient dans une période d'instabilité politique : entre 1282 et 1369, le royaume est plusieurs fois confronté à des crises de succession et à des révoltes de la haute noblesse. La régente María de Molina devra en dénouer plusieurs pour le compte de son fils Ferdinand IV et plus tard de son petit-fils Alphonse XI. Face à l'insoumission des infants et des ricos-hombres (grands seigneurs, futurs grands d’Espagne), la royauté s'appuie de plus en plus sur les conseils communaux (consejos) représentant la classe des caballeros (chevaliers ou cavaliers), roturiers et citadins à l'origine mais de plus en plus assimilés à la petite noblesse (hidalgos). Les Cortes, assemblées de représentants de la haute noblesse, du clergé et des consejos, sont réunies de façon irrégulière (23 fois sous le règne d'Alphonse X) dans différentes villes afin de voter les impôts et autres réformes. Elles permettent aux élites urbaines de conseiller le roi et de faire entendre leurs doléances même si leur avis n'a pas valeur d'obligation. Entre 1282 et 1295, l'action des consejos est complétée par la formation des hermandades, ligues ou confréries urbaines destinées à maintenir l'ordre et empêcher les abus.
Selon le médiéviste Georges Martin, le cycle poétique des Enfances de Rodrigue (es), récit romancé de la jeunesse de Rodrigo Díaz de Vivar, le futur Cid, pourrait remonter au règne de Ferdinand IV et traduire l'opposition sociale entre l'orgueil de la haute noblesse, représentée par le comte de Gormaz, et les valeurs de la chevalerie incarnées par Rodrigue.

## Une succession difficile
À la mort du roi Sanche IV de Castille, le 25 avril 1295, son fils Ferdinand n’a que huit ans et sa légitimité est contestée car sa mère, María de Molina, était cousine du roi Sanche à un degré prohibé : il est donc présenté comme bâtard par ses cousins Jean de Castille (es) et Alphonse de la Cerda qui revendiquent le trône. Le 26 avril 1295, cependant, le lendemain de la mort de son père, Ferdinand est proclamé roi dans la cathédrale de Tolède. Sa mère, après une période de deuil, assure la régence.
Le royaume est menacé car Jean de Castille est soutenu par le roi Denis de Portugal, Alphonse de la Cerda par le roi de France Philippe IV le Bel et par le roi Jacques II d'Aragon. En outre, l’infant Henri de Castille le Sénateur, oncle de Sanche IV et dernier fils survivant du roi Alphonse X de Castille, réclame la régence pour lui-même.

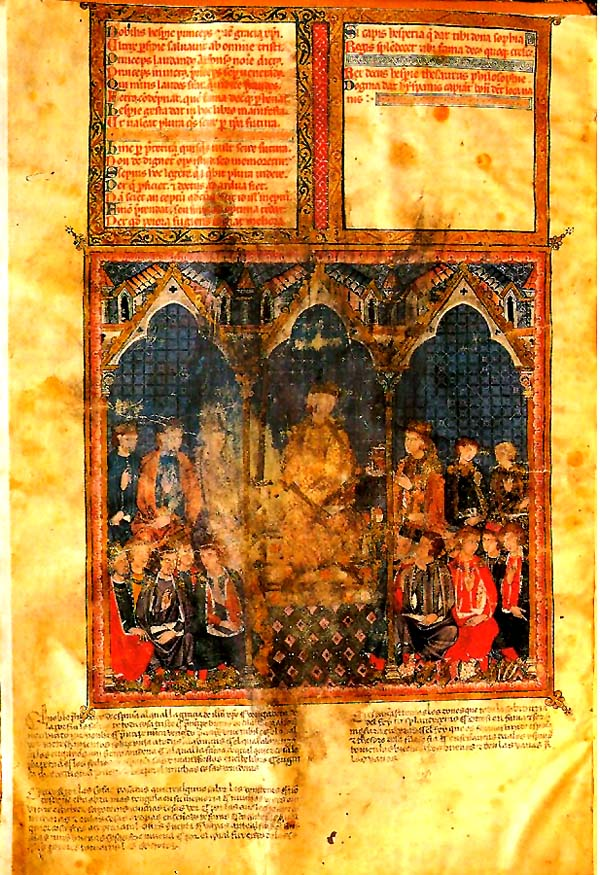
Assemblée royale, miniature de lHistoire de l'Espagne du roi Alphonse X de Castille, XIIIe siècle.

La reine décide de chercher le soutien de la noblesse et des villes de Castille en convoquant les Cortes. Avant leur réunion, elle prend une série de mesures pour désamorcer l’opposition. Elle abolit la sisa (es), taxe sur les marchandises instaurée par Sanche IV en 1293. Elle reconnaît la possession de la seigneurie de Biscaye à Diego Lopez V de Haro, sauf les villes d’Orduña et Balmaseda qu’elle lui demande de restituer à sa sœur Maria Diaz de Haro, épouse de Jean de Castille. Enfin, elle accorde à Henri de Castille les titres de tuteur du jeune roi et gardien des deux royaumes, elle-même se réservant la garde et l’éducation du garçon.

## Les Cortes
Les députés de Castille, León, Galice, Asturies, Estrémadure et Andalousie et de l’archevêché de Tolède se réunissent à la fin de juillet ou au début d’août à Valladolid. L’évêché de Jaén n’envoie pas de représentants car il est engagé dans une guerre contre le royaume de Grenade.
Au début de la session, les députés de l’archevêché de Tolède, de l’évêché de Cuenca et des villes de Ségovie et Ávila refusent de reconnaître l’infant Henri comme tuteur du roi. La reine parvient à les en dissuader et obtient que tous les députés rendent hommage à Ferdinand IV et reconnaissent Henri comme tuteur.
Les Cortes, les premières du règne de Ferdinand IV, se terminent par la proclamation de deux grandes ordonnances, l’une de portée générale, l’autre sur les questions ecclésiastiques.
Le texte de ces ordonnances indique qu’elles ont été résolues en présence des prélats, des magnats, des ricos-hombres et des grands maîtres des ordres militaires. Mais, selon la Crónica de Fernando IV, l’archevêque de Tolède, Gonzalo García Gudiel, rédigera une protestation devant notaire affirmant qu’elles n’ont été débattues que devant les représentants des villes, ceux de la noblesse et du clergé ayant été exclus des séances.
Pour conclure, selon l’usage des assemblées royales, Ferdinand promet de maintenir ce qui a été résolu et demande à son oncle Henri de prêter serment en son nom sur les Évangiles.

## Ordonnances

### Ordonnance générale

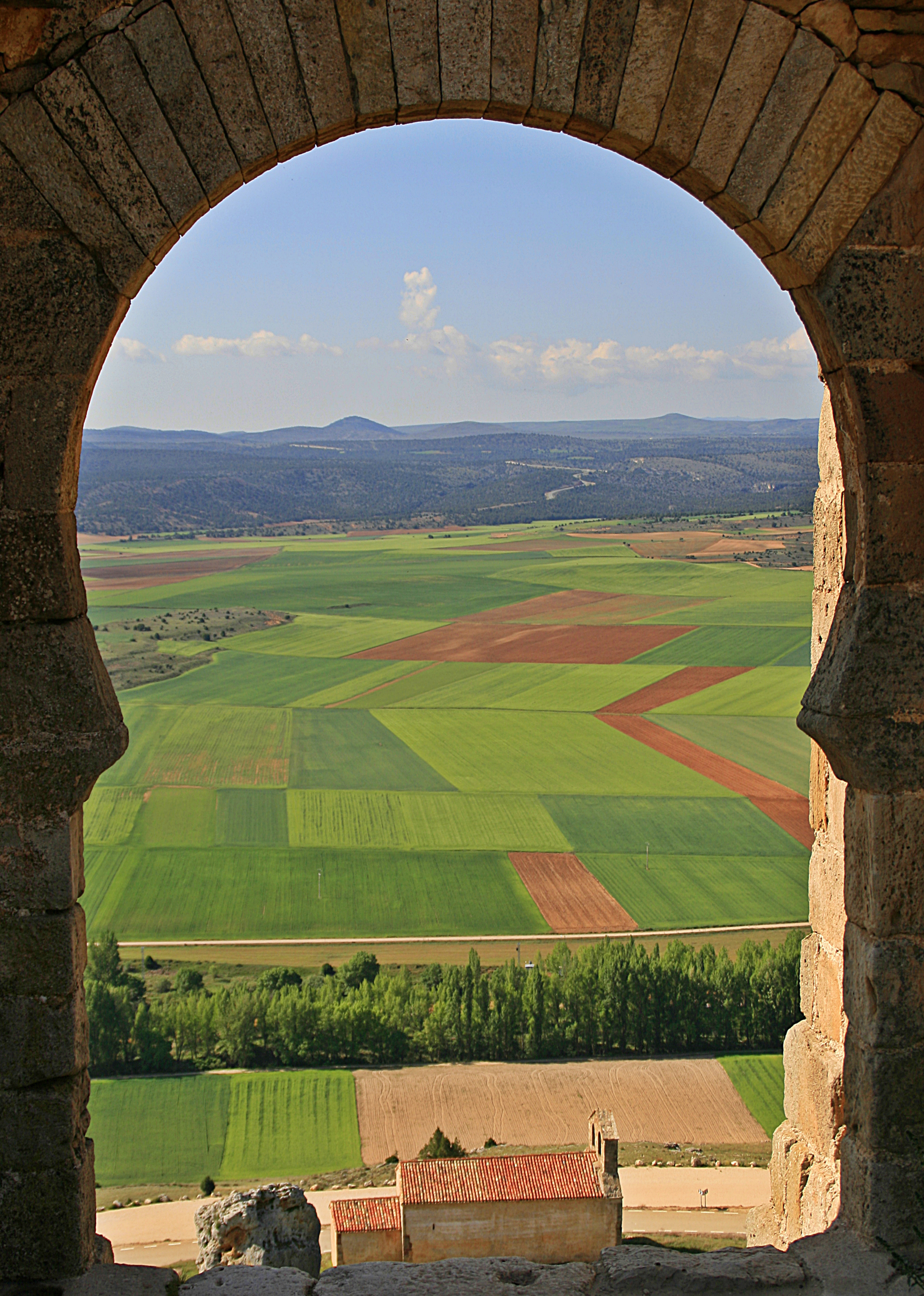
La campagne espagnole vue du château de Gormaz, province de Soria

Elle comprend les dispositions suivantes :
- Ceux qui ont occupé des postes sous le roi Sanche IV devront rendre compte de leurs actions.
- Les hautes charges de l'administration doivent rester ouvertes aux gens de bien des villes et des cités.
- Les offices de la maison royale devront être attribués à des gens de bien.
- La collecte des impôts ne doit plus être confiée aux Juifs mais aux gens de bien.
- Les terres et domaines qui ont été confisqués par les précédents monarques devront être restitués aux villes.
- Les municipios (communes) ne pourront être cédés aux infants, infantes, ricos-hombres, ricas-hembras ou magnats.
- Les forteresses et châteaux seront sous la garde des chevaliers et hommes de bien.
- Les hermandades urbaines seront confirmées et approuvées.
- Quand le roi séjournera dans une localité, il devra payer sa dépense, les habitants seront affranchis de l'impôt du yantar (obligation de nourrir le roi ou les princes de passage), et les frais de ce type causés par le défunt roi Sanche ou par la reine María de Molina seront remboursés par le nouveau roi.
- Les merinos mayores (fonction d'administration territoriale correspondant à l'adelantado) de Castille, León et Galice ne devront plus être confiés à des ricos-hombres mais à des personnes d'une intégrité prouvée et aimant la justice.

### Ordonnance ecclésiastique

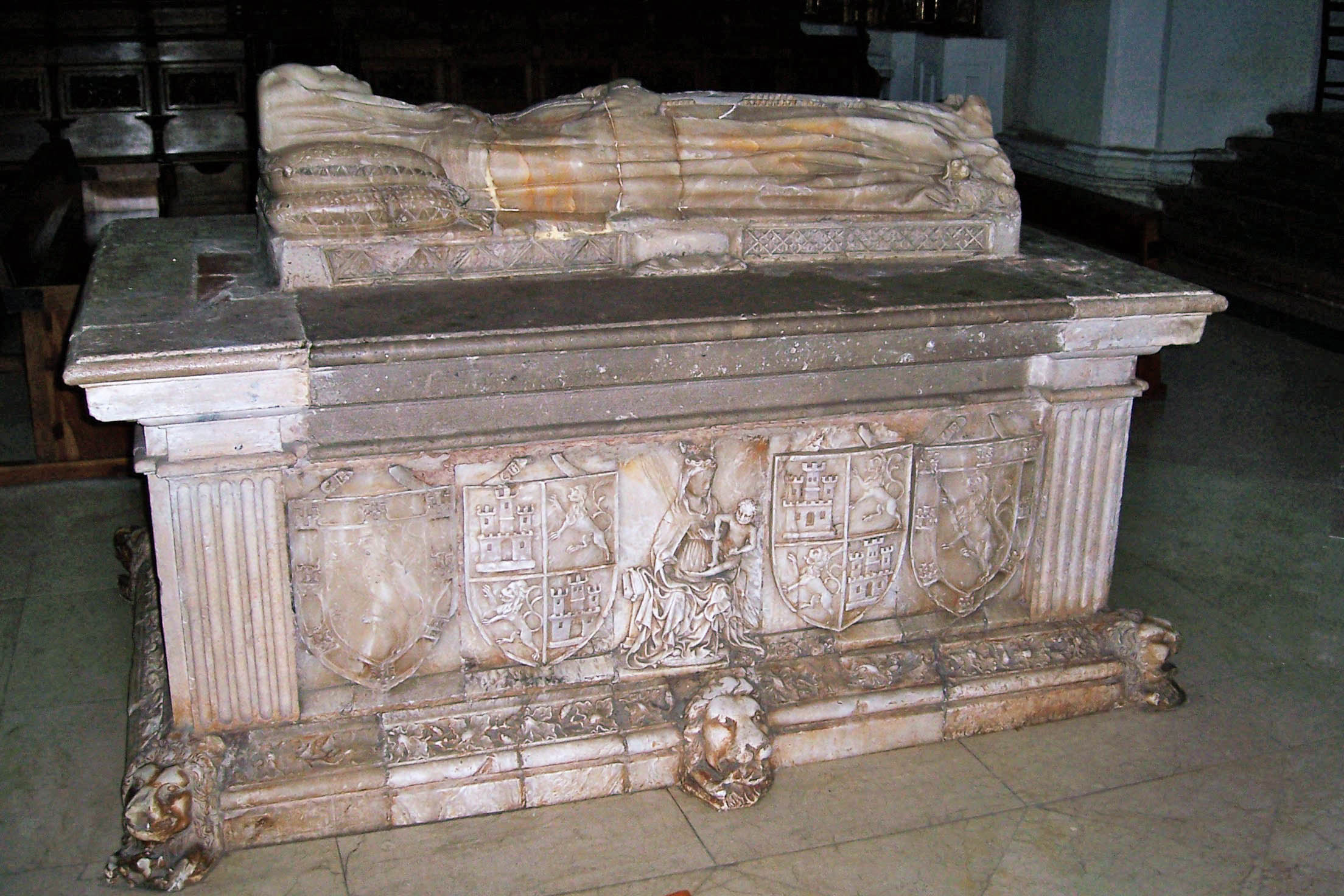
Sarcophage de la reine María de Molina au monastère de las Huelgas Reales à Valladolid, 1321.

La reine et l'infant Henri, soucieux de s'assurer le soutien du clergé, confirment les privilèges des églises d'Ávila, Palencia, Valladolid, Burgos, Badajoz, Tuy, Astorga, Osma et de plusieurs collégiales et monastères (es).
Par la même ordonnance, la reine et Henri promettent de mettre fin aux abus des agents royaux concernant les sièges vacants, les élections, les contributions fiscales et les fueros ecclésiastiques et s'efforcent de rassurer le clergé sur les atteintes à ses privilèges commises par les hermandades urbaines.

## Sources et bibliographie
- (es) Cet article est partiellement ou en totalité issu de l’article de Wikipédia en espagnol intitulé « Cortes de Valladolid (1295) » (voir la liste des auteurs) dans sa version du 13 octobre 2017.
- González Mínguez, César, Fernando IV (1295-1312), Volumen IV de la Colección Corona de España: Serie Reyes de Castilla y León (1ª edición), Diputación Provincial de Palencia y Editorial La Olmeda S. L., 1995.
- Menjot, Denis, Les Espagnes médiévales, 409-1474, Hachette, 1996.